# Bennettazhia
Bennettazhia (лат.) — род птерозавров из надсемейства Azhdarchoidea, чьи окаменелые остатки найдены в штате Орегон, США.
В 1928 году Чарльз Гилмор дал название новому виду птеранодонов — Pteranodon oregonensis. Название основывалось на голотипе MPUC V.126713 — плечевой кости, двух слитых спинных позвонках и отломанном конце некой совместной кости, найденных в нижнемеловых (альбский ярус) пластах формации Хадспет, округ Уилер, штат Орегон, США. Гилмор отметил сходство обнаруженных остатков с никтозавром, хотя найденные образцы были крупнее.
В 1989 году Кристофер Беннет пришёл к выводу, что остатки могут принадлежать представителю семейства аждархид, а не птеранодону. В связи с этим, советский палеонтолог Лев Несов назвал новый род в составе семейства аждархид: Bennettazhia. Название рода составлено из фамилии Беннета и персидского слова azhdarha, дракон. Видовое наименование содержит отсылку к месту находки — штату Орегон. В 1994 году Беннет изменил своё мнение, заявив, что птерозавр принадлежал к семейству джунгариптерид. Веллнхофер (1991), Петерс (1997), Келлнер (2003) и Анвин (2003) оставили принадлежность птерозавра к птеродактилям incertae sedis.
В 2007 году американский биолог Майкл Хабиб показал результат исследования КТ-сканирования типового образца. Плечевая кость оказалась целой, неразбитой, что является редкостью для останков птерозавров и открыло прекрасные возможности для детального изучения структуры кости. Тонкая костная стенка окружала губчатую ткань, состоящую из трабекул, очень тонких костяных слоёв и распорок, образуя лёгкую, но очень прочную конструкцию. Хабиб сделал вывод, что такие прочные кости позволили бы подняться в воздух даже очень крупному птерозавру. Это же исследование позволило произвести более детальную классификацию. Плечевая кость имеет удлинённый дельтопекторальный гребень, сохранившийся недеформированным. Наличие гребня присуще и джунгариптеридам, и аждархидам, но только последняя группа отличалась тонкой костной стенкой. Хабиб пришёл к выводу, что Bennetazhia принадлежит к Azhdarchoidea — надсемейству, включающему семейство аждархид. В 2014 году Брайан Андрес, Джеймс Кларк и Сюй Син подтвердили такое положение рода.